# Danh sách cầu thủ tham dự giải vô địch bóng đá U-17 châu Âu 2003
Các cầu thủ in đậm từng thi đấu cho đội tuyển quốc gia.

## Bảng A

### Áo
Huấn luyện viên: Ernst Weber
| Số | Vt | Cầu thủ                 | Ngày sinh (tuổi)            | Số trận | Câu lạc bộ       |
| -- | -- | ----------------------- | --------------------------- | ------- | ---------------- |
| 1  | TM | Bobby Olejnik           | 26 tháng 11, 1986 (16 tuổi) |         | Aston Villa      |
| 2  | HV | Ronald Gërçaliu         | 12 tháng 2, 1986 (17 tuổi)  |         | Sturm Graz       |
| 3  | HV | Marco Salvatore         | 20 tháng 2, 1986 (17 tuổi)  |         | Austria Wien     |
| 4  | HV | Andreas Dober           | 31 tháng 3, 1986 (17 tuổi)  |         | Rapid Wien       |
| 5  | HV | Daniel Pirker           | 2 tháng 12, 1986 (16 tuổi)  |         | Grazer AK        |
| 6  | TV | Andreas Schicker        | 6 tháng 7, 1986 (16 tuổi)   |         | Austria Wien     |
| 7  | TV | Helmut König            | 13 tháng 7, 1986 (16 tuổi)  |         | FC Kärnten       |
| 8  | TV | Christian Fuchs         | 7 tháng 4, 1986 (17 tuổi)   |         | SV Mattersburg   |
| 9  | TĐ | Sascha Pichler          | 31 tháng 1, 1986 (17 tuổi)  |         | Austria Wien     |
| 10 | TV | Patrick Mayer           | 11 tháng 8, 1986 (16 tuổi)  |         | Vitesse Arnhem   |
| 11 | TĐ | Daniel Horvath-Markovic | 19 tháng 10, 1986 (16 tuổi) |         | Grazer AK        |
| 12 | TM | Albin Kajtezovic        | 7 tháng 3, 1986 (17 tuổi)   |         | Admira Wacker    |
| 13 | TV | Christoph Saurer        | 22 tháng 1, 1986 (17 tuổi)  |         | Austria Wien     |
| 14 | TĐ | Marko Stanković         | 17 tháng 2, 1986 (17 tuổi)  |         | DSV Leoben       |
| 15 | HV | Franz Schiemer          | 21 tháng 3, 1986 (17 tuổi)  |         | SV Ried          |
| 16 | HV | Martin Frantsich        | 24 tháng 2, 1986 (17 tuổi)  |         | Austria Wien     |
| 17 | TV | Sandro Samwald          | 3 tháng 6, 1986 (16 tuổi)   |         | TSV 1860 München |
| 18 | HV | Christian Balga         | 21 tháng 4, 1986 (17 tuổi)  |         | St. Pölten       |

### Đan Mạch
Huấn luyện viên: Hans Brun Larsen
| Số | Vt | Cầu thủ               | Ngày sinh (tuổi)            | Số trận | Câu lạc bộ                |
| -- | -- | --------------------- | --------------------------- | ------- | ------------------------- |
| 1  | TM | Kenneth Stenild       | 11 tháng 9, 1987 (15 tuổi)  |         | AaB                       |
| 2  | TV | Kasper Kristensen     | 27 tháng 3, 1986 (17 tuổi)  |         | Virum-Sorgenfri BK        |
| 3  | HV | Anders Bjerring Qvist | 31 tháng 7, 1987 (15 tuổi)  |         | B.93                      |
| 4  | HV | Michael Jakobsen      | 2 tháng 1, 1986 (17 tuổi)   |         | B.93                      |
| 5  | HV | Nicklas Svendsen      | 11 tháng 12, 1986 (16 tuổi) |         | KB                        |
| 6  | HV | Jakob Rasmussen       | 10 tháng 9, 1987 (15 tuổi)  |         | Odense BK                 |
| 7  | TV | Søren Christensen     | 29 tháng 6, 1986 (16 tuổi)  |         | Lolland-Falster Alliancen |
| 8  | TĐ | Danilo Arrieta        | 10 tháng 2, 1987 (16 tuổi)  |         | Valencia                  |
| 9  | TĐ | Mads Torry            | 23 tháng 5, 1986 (16 tuổi)  |         | KB                        |
| 10 | TĐ | Lasse Qvist           | 17 tháng 1, 1987 (16 tuổi)  |         | Lyngby BK                 |
| 11 | TV | Bo Storm              | 3 tháng 2, 1987 (16 tuổi)   |         | Heerenveen                |
| 12 | TV | Navid Dayyani         | 17 tháng 2, 1987 (16 tuổi)  |         | Aarhus GF                 |
| 13 | HV | Casper Abildgaard     | 2 tháng 9, 1986 (16 tuổi)   |         | Akademisk BK              |
| 14 | HV | Mathias Gravesen      | 29 tháng 1, 1986 (17 tuổi)  |         | KB                        |
| 15 | TĐ | Alvaro Diaz Rivera    | 10 tháng 9, 1987 (15 tuổi)  |         | F.C. Copenhagen           |
| 16 | TM | Michael Tørnes        | 8 tháng 1, 1986 (17 tuổi)   |         | Lyngby BK                 |
| 17 | TĐ | Frederik Lassen       | 20 tháng 2, 1986 (17 tuổi)  |         | farum BK                  |
| 18 | TV | Marc Olsen            | 15 tháng 1, 1986 (17 tuổi)  |         | Vanløse IF                |

### Hungary
Huấn luyện viên: István Varga
| Số | Vt | Cầu thủ             | Ngày sinh (tuổi)            | Số trận | Câu lạc bộ            |
| -- | -- | ------------------- | --------------------------- | ------- | --------------------- |
| 1  | TM | Szabolcs Kemenes    | 18 tháng 5, 1986 (16 tuổi)  |         | Ferencváros           |
| 2  | HV | Zoltán Kiss         | 12 tháng 7, 1986 (16 tuổi)  |         | Újpest                |
| 3  | HV | Balázs Bergmann     | 18 tháng 6, 1986 (16 tuổi)  |         | Újpest                |
| 4  | TV | Dániel Hauser       | 22 tháng 8, 1986 (16 tuổi)  |         | MTK                   |
| 5  | HV | László Sütő         | 18 tháng 4, 1986 (17 tuổi)  |         | MTK                   |
| 6  | TV | László Zsidai       | 16 tháng 7, 1986 (16 tuổi)  |         | MTK                   |
| 7  | TV | László Miskolczi    | 12 tháng 3, 1986 (17 tuổi)  |         | Nyíregyháza Spartacus |
| 8  | TV | Tamás Kecskés       | 15 tháng 1, 1986 (17 tuổi)  |         | Pécsi MFC             |
| 9  | TĐ | Szilveszter Ágoston | 21 tháng 1, 1986 (17 tuổi)  |         | Zalaegerszegi TE      |
| 10 | TV | Balázs Dzsudzsák    | 23 tháng 12, 1986 (16 tuổi) |         | Debreceni VSC         |
| 11 | TV | István Ladóczki     | 11 tháng 1, 1986 (17 tuổi)  |         | MTK                   |
| 12 | TM | Tamás Kozma         | 29 tháng 11, 1986 (16 tuổi) |         | MTK                   |
| 13 | HV | Gábor Kovács        | 4 tháng 9, 1987 (15 tuổi)   |         | Ferencváros           |
| 14 | TĐ | Róbert Feczesin     | 22 tháng 1, 1986 (17 tuổi)  |         | Újpest                |
| 15 | TV | Gábor Demjén        | 1 tháng 3, 1986 (17 tuổi)   |         | Újpest                |
| 16 | TV | Gergely Telegdi     | 12 tháng 7, 1986 (16 tuổi)  |         | MTK                   |
| 17 | TĐ | László Hegyesi      | 2 tháng 1, 1986 (17 tuổi)   |         | MTK                   |
| 18 |    | Balázs Balogh       |                             |         |                       |

### Bồ Đào Nha
Huấn luyện viên: António José Batista De Sousa Violante
| Số | Vt | Cầu thủ          | Ngày sinh (tuổi)            | Số trận | Câu lạc bộ        |
| -- | -- | ---------------- | --------------------------- | ------- | ----------------- |
| 1  | TM | Pedro Freitas    | 31 tháng 8, 1986 (16 tuổi)  |         | Vitória Guimarães |
| 2  | HV | João Dias        | 23 tháng 12, 1986 (16 tuổi) |         | Sporting Braga    |
| 3  | HV | Tiago Gomes      | 29 tháng 7, 1986 (16 tuổi)  |         | Benfica           |
| 4  | TV | Miguel Veloso    | 11 tháng 5, 1986 (16 tuổi)  |         | Sporting CP       |
| 5  | HV | Tiago Costa      | 27 tháng 10, 1986 (16 tuổi) |         | FC Porto          |
| 6  | TV | Paulo Machado    | 31 tháng 3, 1986 (17 tuổi)  |         | FC Porto          |
| 7  | TĐ | Vieirinha        | 25 tháng 1, 1986 (17 tuổi)  |         | Vitória Guimarães |
| 8  | TĐ | João Moutinho    | 8 tháng 9, 1986 (16 tuổi)   |         | Sporting CP       |
| 9  | TĐ | Carlos Saleiro   | 25 tháng 2, 1986 (17 tuổi)  |         | Sporting CP       |
| 10 | TV | Márcio Sousa     | 23 tháng 3, 1986 (17 tuổi)  |         | FC Porto          |
| 11 | TĐ | Hélder Barbosa   | 25 tháng 5, 1987 (15 tuổi)  |         | Académica         |
| 12 | TM | Mário Felgueiras | 12 tháng 12, 1986 (16 tuổi) |         | Sporting CP       |
| 13 | HV | Vítor Vinha      | 11 tháng 11, 1986 (16 tuổi) |         | Académica         |
| 14 | HV | Paulo Ricardo    | 3 tháng 3, 1986 (17 tuổi)   |         | Vitória Guimarães |
| 15 | HV | João Pedro       | 4 tháng 5, 1986 (17 tuổi)   |         | Sporting Braga    |
| 16 | TĐ | Bruno Gama       | 15 tháng 11, 1987 (15 tuổi) |         | Sporting Braga    |
| 17 | TV | João Coimbra     | 24 tháng 5, 1986 (16 tuổi)  |         | Benfica           |
| 18 | TĐ | Manuel Curto     | 9 tháng 7, 1986 (16 tuổi)   |         | Benfica           |

## Bảng B

### Anh
Huấn luyện viên:
| Số | Vt | Cầu thủ          | Ngày sinh (tuổi)            | Số trận | Câu lạc bộ         |
| -- | -- | ---------------- | --------------------------- | ------- | ------------------ |
| 1  | TM | Tom Heaton       | 15 tháng 4, 1986 (17 tuổi)  |         | Manchester United  |
| 2  | HV | Philip Ifil      | 18 tháng 11, 1986 (16 tuổi) |         | Tottenham Hotspur  |
| 3  | HV | Stuart Giddings  | 27 tháng 3, 1986 (17 tuổi)  |         | Coventry City      |
| 4  | TV | Tom Huddlestone  | 28 tháng 12, 1986 (16 tuổi) |         | Derby County       |
| 5  | HV | Martin Cranie    | 26 tháng 9, 1986 (16 tuổi)  |         | Southampton        |
| 6  | HV | Steven Taylor    | 23 tháng 1, 1986 (17 tuổi)  |         | Newcastle United   |
| 7  | TV | Aaron Lennon     | 16 tháng 4, 1987 (16 tuổi)  |         | Leeds United       |
| 8  | TV | Grant Leadbitter | 7 tháng 1, 1986 (17 tuổi)   |         | Sunderland         |
| 9  | TĐ | Luke Moore       | 13 tháng 2, 1986 (17 tuổi)  |         | Aston Villa        |
| 10 | TV | James Morrison   | 25 tháng 5, 1986 (16 tuổi)  |         | Middlesbrough      |
| 11 | TĐ | Dean Bowditch    | 15 tháng 6, 1986 (16 tuổi)  |         | Ipswich Town       |
| 12 | HV | Anthony McMahon  | 24 tháng 3, 1986 (17 tuổi)  |         | Middlesbrough      |
| 13 | TM | David Martin     | 22 tháng 1, 1986 (17 tuổi)  |         | Milton Keynes Dons |
| 14 | HV | Nathan Doyle     | 12 tháng 1, 1987 (16 tuổi)  |         | Derby County       |
| 15 | TĐ | Ryan Jarvis      | 11 tháng 7, 1986 (16 tuổi)  |         | Norwich City       |
| 16 | TV | James Milner     | 4 tháng 1, 1986 (17 tuổi)   |         | Leeds United       |
| 17 | TĐ | Jonathan Forte   | 25 tháng 7, 1986 (16 tuổi)  |         | Sheffield United   |
| 18 | TV | Andrew Taylor    | 1 tháng 8, 1986 (16 tuổi)   |         | Middlesbrough      |

### Israel
Huấn luyện viên: Avraham Bakhar
| Số | Vt | Cầu thủ         | Ngày sinh (tuổi)            | Số trận | Câu lạc bộ                 |
| -- | -- | --------------- | --------------------------- | ------- | -------------------------- |
| 1  | TM | Guy Haimov      | 9 tháng 3, 1986 (17 tuổi)   |         | Maccabi Tel Aviv           |
| 2  | HV | Yogev Ben Simon | 6 tháng 4, 1986 (17 tuổi)   |         | Hapoel Ironi Rishon LeZion |
| 3  | HV | Ori Shitrit     | 21 tháng 1, 1986 (17 tuổi)  |         | Maccabi Tel Aviv           |
| 4  | HV | Mor Maman       | 2 tháng 2, 1986 (17 tuổi)   |         | Maccabi Haifa              |
| 5  | HV | Lior Jan        | 21 tháng 8, 1986 (16 tuổi)  |         | Maccabi Tel Aviv           |
| 6  | HV | Shai Maimon     | 18 tháng 3, 1986 (17 tuổi)  |         | Maccabi Haifa              |
| 7  | TV | Ami Gilbert     | 27 tháng 2, 1986 (17 tuổi)  |         | Hapoel Haifa               |
| 8  | TV | Yakir Lusky     | 18 tháng 3, 1986 (17 tuổi)  |         | Hapoel Tel Aviv            |
| 9  | TĐ | Omer Peretz     | 21 tháng 6, 1986 (16 tuổi)  |         | RC Strasbourg              |
| 10 | TĐ | Elnatan Salami  | 15 tháng 4, 1986 (17 tuổi)  |         | Hapoel Petah Tikva         |
| 11 | TV | Lior Refaelov   | 26 tháng 4, 1986 (17 tuổi)  |         | Maccabi Haifa              |
| 12 | TV | Messay Dego     | 15 tháng 2, 1986 (17 tuổi)  |         | Hapoel Tel Aviv            |
| 13 | TV | Yaniv Ifergan   | 5 tháng 6, 1986 (16 tuổi)   |         | Hapoel Be'er Sheva         |
| 14 | TV | Michael Warwick | 21 tháng 2, 1986 (17 tuổi)  |         | Stoke City                 |
| 15 | HV | Yoni Kim        | 29 tháng 10, 1986 (16 tuổi) |         | Beitar Jerusalem           |
| 16 | TĐ | Eden Ben Basat  | 8 tháng 9, 1986 (16 tuổi)   |         | Maccabi Haifa              |
| 17 | TĐ | Shlomi Hachamov | 15 tháng 3, 1986 (17 tuổi)  |         | Bnei Yehuda Tel Aviv       |
| 18 | TM | Gil Ofek        | 19 tháng 1, 1986 (17 tuổi)  |         | Maccabi Haifa              |

### Ý
Huấn luyện viên: Antonio Rocca

| Số | VT | Cầu thủ              | Ngày sinh (tuổi)            | Trận | Bàn | Câu lạc bộ |
| -- | -- | -------------------- | --------------------------- | ---- | --- | ---------- |
| 1  | TM | Fabio Virgili        | 26 tháng 4, 1986 (17 tuổi)  | 11   | 0   | Parma      |
| 2  | HV | Marco Motta          | 14 tháng 5, 1986 (16 tuổi)  |      |     | Atalanta   |
| 3  | HV | Domenico Criscito    | 30 tháng 12, 1986 (16 tuổi) |      |     | Genoa      |
| 4  | HV | Marco Andreolli      | 10 tháng 6, 1986 (16 tuổi)  |      |     | Padova     |
| 5  | HV | Lino Marzorati       | 12 tháng 10, 1986 (16 tuổi) |      |     | A.C. Milan |
| 6  | TV | Andrea Stucchi       | 27 tháng 4, 1986 (17 tuổi)  |      |     | Atalanta   |
| 7  | TV | Davide Bottone       | 11 tháng 4, 1986 (17 tuổi)  |      |     | Torino     |
| 8  | TV | Andrea Bovo          | 14 tháng 5, 1986 (16 tuổi)  |      |     | Venezia    |
| 9  | TĐ | Michele Paolucci     | 6 tháng 2, 1986 (17 tuổi)   |      |     | Juventus   |
| 10 | TV | Piermario Morosini   | 5 tháng 7, 1986 (16 tuổi)   |      |     | Atalanta   |
| 11 | TĐ | Nicola Pozzi         | 30 tháng 6, 1986 (16 tuổi)  |      |     | Cesena     |
| 12 | TM | Giacomo Bindi        | 2 tháng 1, 1987 (16 tuổi)   | 0    | 0   | Arezzo     |
| 13 | HV | Davide Bagarollo     | 12 tháng 3, 1986 (17 tuổi)  |      |     | Padova     |
| 14 | HV | Simone Vitale        | 1 tháng 3, 1986 (17 tuổi)   | 0    | 0   | Pescara    |
| 15 | TV | Leonardo Formichetti | 8 tháng 1, 1986 (17 tuổi)   | 0    | 0   | Lazio      |
| 16 | TĐ | Arturo Lupoli        | 24 tháng 6, 1987 (15 tuổi)  | 0    | 0   | Parma      |
| 17 | TĐ | Niccolò Morsia       | 22 tháng 1, 1986 (17 tuổi)  | 0    | 0   | Parma      |
| 18 | TĐ | Giuseppe Rossi       | 1 tháng 2, 1987 (16 tuổi)   | 3    | 0   | Parma      |

### Tây Ban Nha
Huấn luyện viên: Juan Santisteban
| Số | Vt | Cầu thủ            | Ngày sinh (tuổi)            | Số trận | Câu lạc bộ      |
| -- | -- | ------------------ | --------------------------- | ------- | --------------- |
| 1  | TM | Roberto Jiménez    | 10 tháng 2, 1986 (17 tuổi)  |         | Atlético Madrid |
| 2  | HV | Manuel Ruz         | 5 tháng 4, 1986 (17 tuổi)   |         | Valencia        |
| 3  | HV | Raúl Llorente      | 2 tháng 4, 1986 (17 tuổi)   |         | Atlético Madrid |
| 4  | HV | Marcos Martín      | 4 tháng 2, 1986 (17 tuổi)   |         | Atlético Madrid |
| 5  | HV | Sergio Sánchez     | 3 tháng 4, 1986 (17 tuổi)   |         | Espanyol        |
| 6  | HV | Marcos Tébar       | 7 tháng 2, 1986 (17 tuổi)   |         | Real Madrid     |
| 7  | TV | Sisi               | 22 tháng 4, 1986 (17 tuổi)  |         | Valencia        |
| 8  | TV | Markel Bergara     | 5 tháng 5, 1986 (17 tuổi)   |         | Real Sociedad   |
| 9  | TĐ | David Rodríguez    | 14 tháng 2, 1986 (17 tuổi)  |         | Atlético Madrid |
| 10 | TV | David Silva        | 8 tháng 1, 1986 (17 tuổi)   |         | Valencia        |
| 11 | TV | José Manuel Jurado | 29 tháng 6, 1986 (16 tuổi)  |         | Real Madrid     |
| 12 | TĐ | Manu García        | 26 tháng 4, 1986 (17 tuổi)  |         | Real Sociedad   |
| 13 | TM | Antonio Adán       | 13 tháng 5, 1987 (15 tuổi)  |         | Real Madrid     |
| 14 | HV | César Arzo         | 21 tháng 1, 1986 (17 tuổi)  |         | Villarreal      |
| 15 | TV | Eneko Urien        | 15 tháng 2, 1986 (17 tuổi)  |         | Athletic Bilbao |
| 16 | TV | José María Cases   | 23 tháng 11, 1986 (16 tuổi) |         | Villarreal      |
| 17 | HV | César Collado      | 19 tháng 9, 1986 (16 tuổi)  |         | Mallorca        |
| 18 | TĐ | Xisco Nadal        | 27 tháng 6, 1986 (16 tuổi)  |         | Villarreal      |